# Klaus Hoffmann (Kurator)
Klaus Hoffmann (* 16. Februar 1934 in Küstrin; † 27. Oktober 2004 in Berlin) war ein deutscher Kurator und Kunstbuchautor. Seine Verdienste liegen hauptsächlich in der knapp 25-jährigen Tätigkeit als Geschäftsführer des Kunstvereins Wolfsburg, der für die Ausstellungen in der Städtischen Galerie im Wolfsburger Schloss zuständig war.

## Leben und Wirken
Hoffmann war von 1951 bis 1964 Kommunalbeamter im Verwaltungsdienst der Stadt Flensburg. Nebenbei betrieb er ein Selbststudium der Kunstgeschichte, der Literatur- und Theaterwissenschaft. In dieser Zeit war er Herausgeber und Redakteur von pe ... – Zeitschrift für Kunst und Literatur. 1968 erschien die letzte Nummer. Hoffmann verfasste außerdem lexikalischen Beiträge, Essays und Rezensionen für diverse Fachperiodika, darunter Das Kunstwerk und Theater heute.
Von 1964 bis 1972 war er Mitarbeiter der Emil-Nolde-Stiftung in Seebüll. 1966 und 1967 fungierte er als Jurymitglied beim Carl-Einstein-Preis der jungen deutschen Kunstkritik. 1969 war er Einzeljuror beim 1. Salon der deutschen Kunstkritik in Wiesbaden und Wuppertal. 1967 trat Hoffmann als Initiator, Organisator und teilweise Eröffnungsredner der Wanderausstellung Napoleon – Miniaturen nach J. L. David in Erscheinung, die von 1967 bis 1971 gezeigt wurde. Seine erste eigenständige Buchpublikation war 1970 der von DuMont Schauberg verlegte Band Neue Ornamentik über die ornamentale Kunst im 20. Jahrhundert. Anfang 1971 verwirklichte er zusammen mit Timm Ulrichs im Zimmertheater Tübingen ein mehrteiliges Theater- und Ausstellungsprojekt. Außerdem hielt er Lichtbilder- und Demonstrationsvorträge an Kunsthochschulen und in Kunstvereinen.
1972 übernahm er die Leitung der Städtischen Galerie auf Schloss Wolfsburg sowie die Geschäftsführung des Wolfsburger Kunstvereins. Ihm gelang der Aufbau einer beachtlichen Kunstsammlung, indem er sie zu Zeiten kostengünstiger Ankäufe begann. Im September 1974 kuratierte er im Auftrag des Auswärtigen Amtes die Ausstellung Junge Deutsche Kunst in Tokio. Insbesondere Timm Ulrichs Plastik „Sitzender Stuhl“ sorgte für Furore. Unter Hoffmann stiegen die Besucherzahlen der Städtischen Galerie, 1988 wurde die Besuchermarke 250.000 erreicht. Einen weiteren Erfolg stellte die Wanderausstellung Schrecken und Hoffnung mit Gemälden von Franz Radziwill und Gerhard Richter dar, die nach Absolvierung der Deutschland-Stationen in die Sowjetunion ging.
1991 zogen die Ausstellungen des Kunstvereins und der Städtischen Galerie insgesamt 45.000 Besucher an; daraus stach die Emil-Nolde-Ausstellung mit über 20.000 Besuchern hervor. 1997 ging er nach insgesamt 115 organisierten Ausstellungen in den Ruhestand.
Am 27. Oktober 2004 starb Klaus Hoffmann in Berlin.

## Spezielle Kunst-Vermittlung
Laut Hans-Werner Marquardt war es Hoffmanns Markenzeichen, dass er es in seinen Katalogtexten schaffte, „immer einen Aspekt zu finden, mit dem sich vor ihm noch niemand beschäftigt hat“. 1967 hieß es in einer Katalog-Rezension zu einer Johannes-Schreiter-Ausstellung in der Frankfurter Allgemeinen Zeitung, das Vorwort ergehe sich „in den ausschweifendsten Assoziationen“. Die Wolfsburger Nachrichten hingegen lobten 1997 bei einem anderen Katalog die „philosophische Tiefe in Auswahl und Gestaltung“ gelobt. 1979 schrieben die Wolfsburger Nachrichten 1979, Hoffmann habe die Besucher der Johannes-Grützke-Ausstellung in Gifhorn „listig und selbstironisch in das Werk des Berliner Künstlers“ eingeführt. Seine „instruktive[n] Erzählungen“ hätten die zahlreichen Eröffnungsbesucher amüsiert.
Hoffmanns kuratorische Herangehensweise war progressiv. Seine Konzepte richteten sich gegen eine „museale Sterillandschaft“; sein Bemühen war es, Kunst im Sinne von Freizeitgestaltung statt eines Betrachtungsrundgangs anzubieten, kurz: „Vergnügen statt Krampf“. Er setzte laut Marquardt bereits bei der Bilderanordnung an, indem er über die übliche Wandhängung hinausging und sie mitten im Raum präsentierte oder sie auf den Boden legte. Den Zugang gestaltete er mitunter kurios und somit für die Besucher überraschend, zum Beispiel mussten sie einmal durch Toilettentüren gehen. 1973 gestaltete er eine aus seiner eigenen Kunstsammlung bestehenden Ausstellung, die er interdisziplinär durch Bücher, Zeitschriften, Musik, Fotos, Farbdias, Spielzeuge und Sportgeräte bereicherte. Alle diese Beigaben durften aktiv genutzt werden und schufen so eine Lebendigkeit. Für Das kleinste Museum der Welt – Tabu Format (Miniaturen aller Colour) trug er Mini-Kuriositäten verschiedener Künstler zusammen, die Ausstellung benötigte eine dreijährige Vorbereitungszeit. Bei der Vernissage trat Hoffmann selbst als Gartenzwerg auf. Übernommen wurde die Ausstellung zuerst vom Städtischen Museum Göttingen, später vom Kunstverein in Celle.
Bezüglich der Ausstellung Zeitgeist Architektur hieß es 1988, man finde dort eher „kleine Inszenierungen“ als bloße Exponat-Anordnungen. Insgesamt sei die Ausstellung „geschickt gebaut“.

## Buch-Publikationen
- Die Expansion der Künste. Ambiente, Environment, Land-Art, Natur-Kunst, Kunst im Kopf (= Kunst 35). H. E. Trost, Mainz 1969, S. 1279–1302. (In Heftform.)
- Neue Ornamentik. Die ornamentale Kunst im 20. Jahrhundert (= DuMont aktuell). DuMont Schauberg, Köln 1970.
- Kunst-im-Kopf. Aspekte der Realkunst. Expansion, Reduktion, Natur-Kunst, Destruktion, Ich-Kunst, Kunst-im-Kopf (= DuMont aktuell). DuMont Schauberg, Köln 1972, ISBN 3-7701-0553-2.
- Zeitgeist Architektur. Kunst im Umfeld der Postmoderne. Kunstverein Wolfsburg, Wolfsburg 1987, ISBN 3-87327-022-6.

## Weitere Texte (Auswahl)
- Johannes Schreiter als Glasbildner. In: Das Münster, Heft 3/1968, Verlag Schnell und Steiner, München, S. 173–180.

## Katalog-Herausgaben (Auswahl)
Kataloge mit ungezeichneten oder mit nur kurzen Beiträgen von ihm sind nicht berücksichtigt. Voraussetzung für die Aufnahme ist ein längerer Essay darin.
- Werner Schreib. Das druckgraphische Werk (= Hubers Handbücher für den Graphiksammler; Band 1). Zusammengestellt von Dr. Kurt Kampf und Bernhard Semmler. Edition Volker Huber, Offenbach a. M. 1974. Darin: Notizen zu den graphischen Techniken Werner Schreibs, S. 7–12.
- Kazuo Katase. 1. europäische Einzelausstellung, Gesamtwerk (Dokumentation) und neueste Arbeiten. Sonderausstellung 17.8. bis 14.9.1975, täglich 10 bis 18 Uhr (außer montags). Städtische Galerie, Schloß Wolfsburg. Darin: Kazuo Katase, S. 1–8. (Auch Kommentare von Hoffmann zu den Werken.)
- Luciano Lattanzi. Frühwerke 1956–1959. Städtische Galerie Wolfsburg, Schloß Wolfsburg, 17. Juni bis 15. Juli 1979. Darin: Über „Frühwerke“ von Luciano Lattenzi, S. 3–7.
- Erich Heckel. Aquarelle, Zeichnungen und Druckgrafik. Vornehmlich Leihgaben vom Brücke-Museum Berlin und dem Kunstmuseum Hannover mit Sammlungen Sprengel. 7. März bis 4. April 1982. Kunstverein Wolfsburg e. V. im Wolfsburger Schloß. Darin: Notizen zum Werk Erich Heckels, aus dem Umfeld der „Brücke“ erörtert und teils von heute gesehen, S. 35–39.
- Hans Alvesen. Mein Körper. Plastische Arbeiten mit Papier und Farbe. Städtische Galerie Wolfsburg. 12. Mai bis 30. Juni 1985. Schloß Wolfsburg, 3180 Wolfsburg. Darin: Sich identifizieren, sich akzeptieren, personifizieren und transzendieren. Anmerkungen zum Werk Hans Alvensen, S. 5–8.
- Ludwig Meidner. Ausstellungsverzeichnis. 2. Juni – 14. Juli 1985. Hrsg.: Kunstverein Wolfsburg e. V. Redaktion: Klaus Hoffmann. ISBN 3-87327-013-7. Darin: Ludwig Meidner und der europäische Expressionismus, S. 99–115.
- Emil Nolde. Aquarelle und Zeichnungen. Aus der Sammlung Seebüll. Kunstverein Wolfsburg, Schloß Wolfsburg. 22. September bis 1. Dezember 1991. Darin: Notizen angesichts der Aquarelle Emil Noldes, S. 9–25.
- Johannes Grützke. Kunstpreisträger der Stadt Wolfsburg 1992 – „Junge Stadt sieht Junge Kunst“. Städtische Galerie und Kunstverein Wolfsburg. 8. November 1992 bis 10. Januar 1993. Hrsg.: Städtische Galerie und Kunstverein Wolfsburg. Redaktion: Klaus Hoffmann und Kathrin Beck. Darin: Johannes Grützke, ein archetypischer Trickster von eigener Statur, eine Skizze des Umfeldes, S. 25–34.
- Rembrandt-Radierungen. 25. April bis 20. Juni 1993. Kunstverein Wolfsburg e. V. Darin: Rembrandt oder Die Kolonie der Leuchttürme, S. 52–59.
- Friedemann Hahn (= Veröffentlichungen zur Sammlung der Städtischen Galerie Wolfsburg). Mit Beiträgen von Klaus Hoffmann, Barbara Karpf, Susanne Pfleger. Hrsg.: Klaus Hoffmann und Susanne Pfleger. Städtische Galerie Wolfsburg, 1994. Darin mehrere Essays von Hoffmann, S. 12–26.

## Eigene Sammlungs-Ausstellungen
- 1973: Sammlung Klaus Hoffmann: Ausstellungs-Versuch von Heute für Morgen. Kunstverein Wolfsburg, Schloß Wolfsburg.